# Diaporthaceae
Die Diaporthaceae bilden eine Familie aus der Ordnung der Diaporthales.

## Einteilung
Die Diaporthaceae wurden von Höhnel 1917 beschrieben, der sie zusammen mit den Gnomoniaceae in die Diaporthales stellte. Wehmeyer fasste die Familie 1975 schon wesentlich enger, stellte aber die Valsaceae noch in dieselbe Familie. Castlebury et al. (2007) beschränkten den Begriff nur noch auf die Gattungen Diaporthe (mit der Anamorphen-Gattung Phomopsis) und Mazzantia. Schließlich beschrieben 2008 Barr und Vassiljeva noch die Gattung Leucodiaporthe.

## Merkmale
Gemeinsames Merkmal der Diaporthaceae ist das gut ausgebildete Stroma, eingebettet in frisch abgetötetem Holz oder im Stamm des Wirtes. Das Stroma ist das Hyphengeflecht, das als vermeintlicher Fruchtkörper wahrgenommen wird, aber tatsächlich nur die winzig kleinen, kegeligen Fruchtkörper, die Ascomata, umgibt.
Bei Diaporthe-Arten bedeckt das Stroma mehrere Fruchtkörper (Ascomata) und bildet eine schwarze Linie im verhärteten Wirtsgewebe. Anamorphe Arten (Phomopsis) bilden uni- oder multiloculate pyknidiale Stromata, in denen hyaline, meist unseptierte Konidien auf länglichen phialidischen konidiogenen Zellen produziert werden. Sie bilden oft fadenförmige Beta-Konidien. Mazzantia-Arten besitzen ein Stroma, das nur ein bis wenige Ascomata umfasst.

## Ökologie
Die Diaporthaceae sind Parasiten, aber auch Saprophyten mit einem breiten Wirtsspektrum von holzigen Dikotyledonen bis hin zu krautigen Monokotyledonen. So verursacht Diaporthe phaseolorum var. sojae die Diaporthe-Krankheit der Sojabohne. Diaporthe ambigua ruft einen Wurzelkrebs an Obstbäumen aus der Familie der Rosengewächse hervor.
Beispiele für saprophytische Lebensweise sind Phomopsis occulta auf Zypressen oder Phomopsis quercella auf absterbenden Eichensämlingen und Phomopsis quercina als saprophytischer Begleitpilz von Fusicoccum quercus, Auslöser des Eichen-Rindenbrands.

## Gattungen
- Diaporthe: Sehr große Gattung mit 801 beschriebenen Arten,[6] beinhaltet die sehr große Anamorphen-Gattung Phomopsis.[7]
- Mazzantia: wurde früher zu den Gnomoniaceae gestellt.[8]
- Leucodiaporthe.